# Mangcongco
Mangcongco – inkhundla w dystrykcie Manzini w Królestwie Eswatini.
Według spisu powszechnego ludności z 2007 roku, Mangcongco miało powierzchnię 422 km² i zamieszkiwało je 6603 mieszkańców (w całym kraju mniej ludzi mieszkało tylko w Somntongo). Dzieci i młodzież w wieku do 14 lat stanowiły ponad połowę populacji (3499 osób). W całym inkhundla znajdowały się wówczas cztery szkoły podstawowe i dwie placówki medyczne.
W 2007 roku Mangcongco dzieliło się na pięć imiphakatsi: Dwalile, Mafutseni, Mangcongco, Ncabaneni i Sandlane. W 2020 roku Mangcongco składało się z czterech imiphakatsi: Dwalile, Mabhukwini, Mangcongco i Sandlane/Ekuthuleni. Przedstawicielem inkhundla w Izbie Zgromadzeń Eswatini był wówczas Oneboy Zikalala.